# Меоре Лесічине
Меоре Лесічине (груз. მეორე ლესიჭინე) — село в Грузії.
За даними перепису населення 2014 року в селі проживає 501 особа.